# Burgstall Altbessingen
Der Burgstall Altbessingen ist eine abgegangene mittelalterliche Höhenburg auf dem Auberg, etwa 1000 Meter westnordwestlich der Kirche in Altbessingen, einem heutigen Stadtteil von Arnstein im Landkreis Main-Spessart in Bayern.
Von der ehemaligen Burganlage ist nur ein Grab erhalten.